# Komenda Rejonu Uzupełnień Piotrków

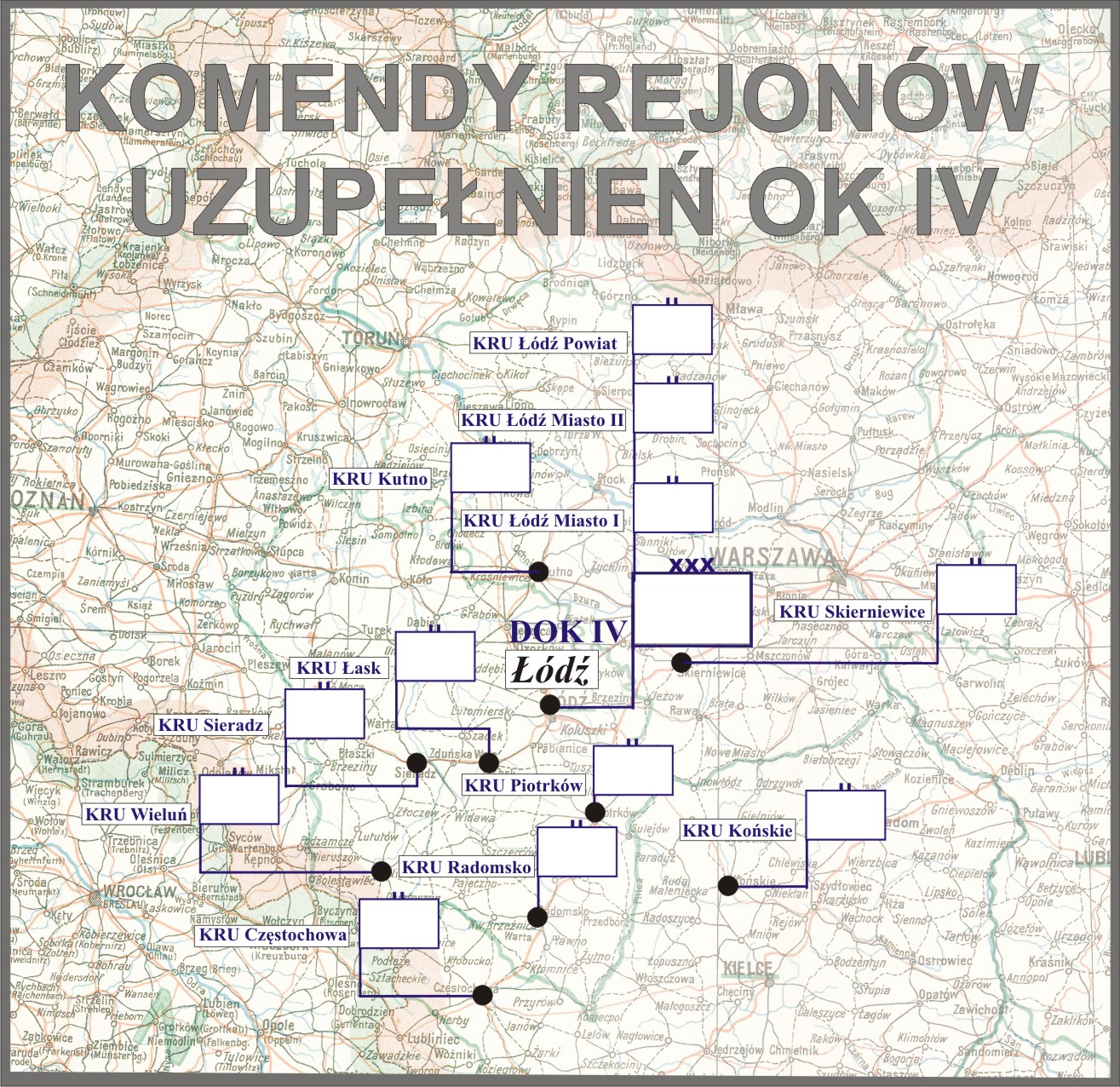
Komendy rejonów uzupełnień OK III

Komenda Rejonu Uzupełnień Piotrków (KRU Piotrków) – organ wojskowy właściwy w sprawach uzupełnień Sił Zbrojnych II Rzeczypospolitej i administracji rezerw w powierzonym mu rejonie.

## Formowanie i zmiany organizacyjne
W 1917 na terenie Piotrkowa funkcjonował Główny Urząd Zaciągu.
Rozkazem kierownika MSWojsk. nr 144 z 27 listopada 1918 w sprawie organizacji władz zaciągowych powołano do życia między innymi Powiatową Komendę Uzupełnień w Piotrkowie dla Okręgu Wojskowego VI obejmującego powiaty:piotrkowski, radomski, opoczyński, koński i włoszczowski. Z chwilą wejścia w życie rozkazu i sformowania nowego PKU, Główny Urząd Zaciągu do Wojska Polskiego zobowiązany był przekazać całość dokumentacji tej PKU na obszarze której znajdował się.
W marcu 1930 roku PKU Piotrków była nadal podporządkowana Dowództwu Okręgu Korpusu Nr IV w Łodzi i administrowała powiatem piotrkowskim. W grudniu tego roku komenda posiadała skład osobowy typ II.
31 lipca 1931 roku gen. dyw. Kazimierz Fabrycy, w zastępstwie ministra spraw wojskowych, rozkazem B. Og. Org. 4031 Org. wprowadził zmiany w organizacji służby poborowej na stopie pokojowej. Zmiany te polegały między innymi na zamianie stanowisk oficerów administracji w PKU na stanowiska oficerów broni (piechoty) oraz zmniejszeniu składu osobowego PKU typ I–IV o jednego oficera i zwiększeniu o jednego urzędnika II kategorii. Liczba szeregowych zawodowych i niezawodowych oraz urzędników III kategorii i niższych funkcjonariuszy pozostała bez zmian.
11 listopada 1931 roku ogłoszono nadanie Krzyża Niepodległości st. sierż. Janowi Władysławowi Karwackiemu z PKU Piotrków.
1 lipca 1938 roku weszła w życie nowa organizacja służby uzupełnień, zgodnie z którą dotychczasowa PKU Piotrków została przemianowana na Komendę Rejonu Uzupełnień Piotrków przy czym nazwa ta zaczęła obowiązywać 1 września 1938 roku, z chwilą wejścia w życie ustawy z dnia 9 kwietnia 1938 roku o powszechnym obowiązku wojskowym. Obok wspomnianej ustawy i rozporządzeń wykonawczych do niej, działalność KRU Piotrków normowały przepisy służbowe MSWojsk. D.D.O. L. 500/Org. Tjn. Organizacja służby uzupełnień na stopie pokojowej z 13 czerwca 1938 roku. Zgodnie z tymi przepisami komenda rejonu uzupełnień była organem wykonawczym służby uzupełnień .
Komendant rejonu uzupełnień w sprawach dotyczących uzupełnień Sił Zbrojnych i administracji rezerw podlegał bezpośrednio dowódcy Okręgu Korpusu Nr IV, który był okręgowym organem kierowniczym służby uzupełnień. Rejon uzupełnień nie uległ zmianie i nadal obejmował powiat piotrkowski.

## Obsada personalna

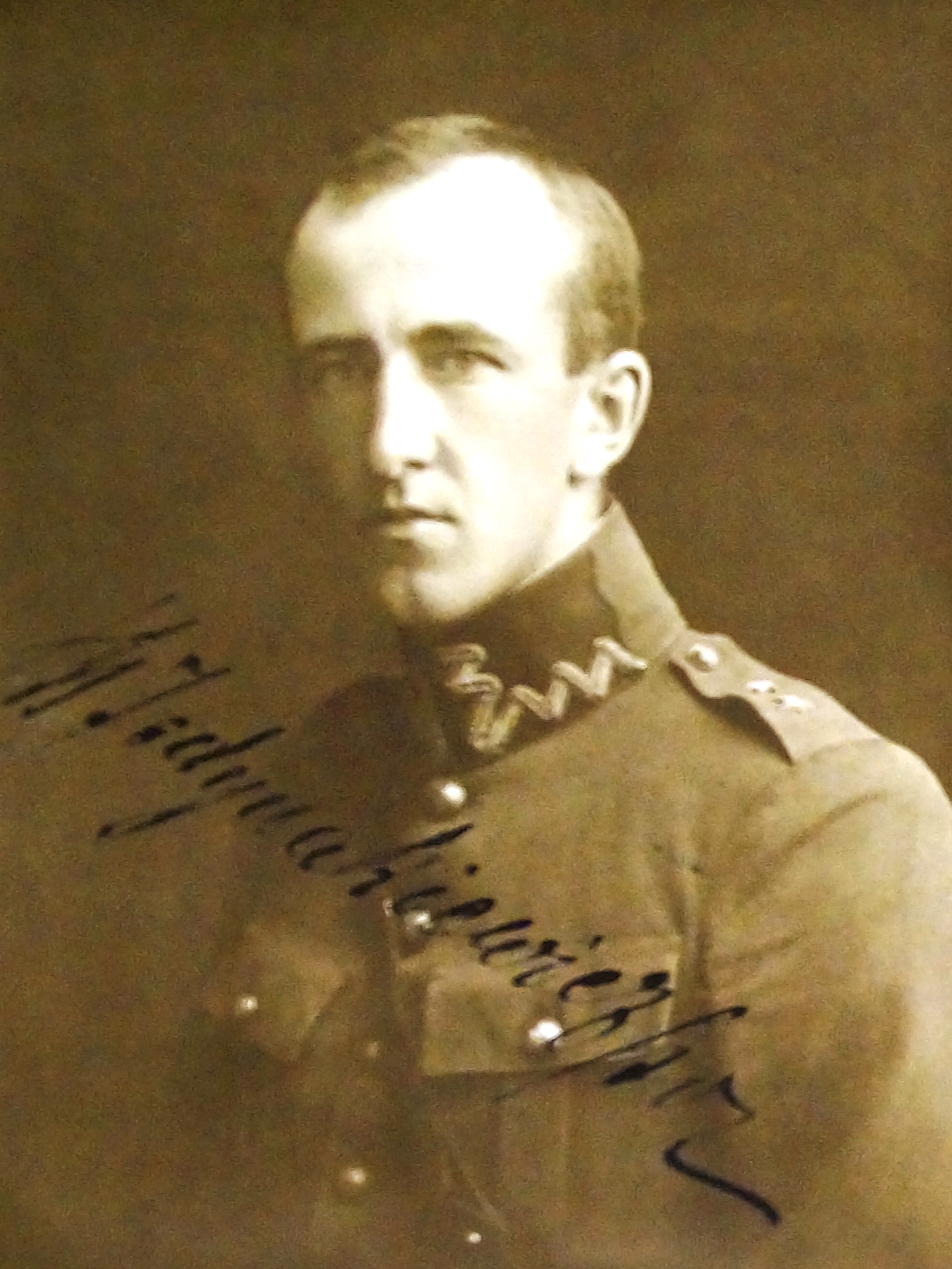
Wiktor Jedynakiewicz

Poniżej przedstawiono wykaz oficerów zajmujących stanowisko komendanta Powiatowej Komendy Uzupełnień i komendanta rejonu uzupełnień oraz wykaz osób funkcyjnych (oficerów i urzędników wojskowych) pełniących służbę w PKU i KRU Piotrków, z uwzględnieniem najważniejszych zmian organizacyjnych przeprowadzonych w 1926 i 1938 roku.
| Komendanci                              | Komendanci                                         | Komendanci                            |
| --------------------------------------- | -------------------------------------------------- | ------------------------------------- |
| stopień, imię i nazwisko                | okres pełnienia funkcji                            | kolejne stanowisko (dalsze losy)      |
| płk piech. Kazimierz Kamprad            | 15 I – IX 1919                                     | komendant PKU 5 pp Leg.               |
| ppłk piech. Aleksander Wikberg          | IX – XII 1919                                      | dowódca Garnizonu Piotrków            |
| płk Józef Lederer                       | I – 3 IX 1920                                      | szef Oddziału Vb Sztabu DOGen. Lublin |
| ppłk Aleksander Teleżyński              | p.o. od 6 VII 1920 i komendant 3 IX 1920 – II 1921 |                                       |
| ppłk / płk piech. Witold Hulanicki      | II 1921 – 1922                                     | szef Szefostwa Poborowego DOK VIII    |
| płk piech. Stefan I Borowski            | 1922                                               | Rezerwa Oficerów Sztabowych DOK IV    |
| płk piech. Stanisław I Mirecki          | do IX 1923                                         | komendant PKU Modlin                  |
| płk piech. Władysław Młocki             | IX 1923 – 30 IX 1927                               | stan spoczynku                        |
| mjr żand. / piech. Władysław Spławiński | IX 1927 – I 1929                                   | komendant PKU Warszawa Miasto II      |
| ppłk art. Eugeniusz Kukulski            | III – 30 XI 1929                                   | stan spoczynku                        |
| ppłk piech. Franciszek Sobolewski       | III 1930 – IX 1933                                 | stan spoczynku z dniem 30 XI 1933     |
| ppłk dypl. piech. Witold Stankiewicz    | 2 IX 1933 – 1938                                   |                                       |
| ppłk br. panc. Wacław Hryniewski        | 1938 – 1939                                        |                                       |

| Obsada pozostałych stanowisk funkcyjnych PKU w latach 1921–1925 | Obsada pozostałych stanowisk funkcyjnych PKU w latach 1921–1925 | Obsada pozostałych stanowisk funkcyjnych PKU w latach 1921–1925 | Obsada pozostałych stanowisk funkcyjnych PKU w latach 1921–1925 |
| --------------------------------------------------------------- | --------------------------------------------------------------- | --------------------------------------------------------------- | --------------------------------------------------------------- |
| I referent                                                      | kpt. piech. Marian Hudec                                        | do III 1924                                                     | 2 pp Leg.                                                       |
| I referent                                                      | mjr piech. Alfred Sypniewski                                    | od III 1924                                                     |                                                                 |
| I referent                                                      | kpt. kanc. Kazimierz Piziak                                     | X 1924 – VIII 1925                                              | II referent                                                     |
| I referent                                                      | mjr kanc. Stefan Lityński                                       | VIII 1925 – II 1926                                             | dyspozycja dowódcy OK IV                                        |
| II referent                                                     | urzędnik wojsk. XI rangi / por. kanc. Edmund Sawczyński         | 1923 – VIII 1925                                                | młodszy referent                                                |
| II referent                                                     | kpt. kanc. Kazimierz Piziak                                     | VIII 1925 – II 1926                                             | kierownik II referatu                                           |
| młodszy referent                                                | por. kanc. Edmund Sawczyński                                    | VIII 1925 – II 1926                                             | referent                                                        |
| oficer instrukcyjny                                             | por. piech. Stefan V Grabowski                                  | do XII 1924                                                     | 25 pp                                                           |
| oficer instrukcyjny                                             | por. piech. Aleksander Habiniak                                 | XII 1924 – III 1926                                             | 25 pp                                                           |
| oficer ewidencyjny Piotrków                                     | urzędnik wojsk. XI rangi Marian Csadek                          | do 1924                                                         | OE Kałusz PKU Kałusz                                            |
| oficer ewidencyjny Piotrków                                     | por. piech. Janusz Jakubowski                                   | od VI 1924                                                      |                                                                 |
| oficer ewidencyjny Radomsk                                      | urzędnik wojsk. XI rangi / por. kanc. Jan I Popiel              |                                                                 |                                                                 |
| Obsada pozostałych stanowisk funkcyjnych PKU w latach 1926–1938 |                                                                 |                                                                 |                                                                 |
| kierownik I referatu administracji rezerw i zastępca komendanta | kpt. kanc. Jan Walenty Klimkowicz                               | II 1926 – VII 1927                                              | kierownik I referatu PKU Radomsko                               |
| kierownik I referatu administracji rezerw i zastępca komendanta | kpt. kanc. Kazimierz Piziak                                     | VII 1927? – 30 IX 1932                                          | DOK II                                                          |
| kierownik I referatu administracji rezerw i zastępca komendanta | kpt. piech. Jan Grochot                                         | XII 1932 – VI 1934                                              | PKU Bochnia                                                     |
| kierownik I referatu administracji rezerw i zastępca komendanta | kpt. piech. Wiktor Józef Jedynakiewicz                          | VI 1934 – VI 1938                                               | kierownik I referatu KRU                                        |
| kierownik II referatu poborowego                                | kpt. kanc. Kazimierz Piziak                                     | II 1926 – VII 1927?                                             | kierownik I referatu                                            |
| kierownik II referatu poborowego                                | por. kanc. Józef Szukalski                                      | IX 1930 – XII 1932                                              | płatnik 60 pp                                                   |
| kierownik II referatu poborowego                                | kpt. piech. Franciszek Cengel vel Cengiel                       | od XII 1932, był w VI 1935                                      | stan spoczynku                                                  |
| referent                                                        | por. kanc. Edmund Sawczyński                                    | II 1926 – IX 1930                                               | dyspozycja dowódcy OK IV                                        |
| referent                                                        | por. piech. Janusz Jakubowski                                   | od II 1926                                                      |                                                                 |
| Obsada pozostałych stanowisk funkcyjnych KRU w latach 1938–1939 |                                                                 |                                                                 |                                                                 |
| kierownik I referatu ewidencji                                  | kpt. adm. (piech.) Wiktor Jedynakiewicz                         | 1938 – 1939                                                     |                                                                 |
| kierownik II referatu uzupełnień                                | kpt. adm. (piech.) Stefan Drabczyk                              | 1939                                                            |                                                                 |